# Euprepacris mutilipennis
Euprepacris mutilipennis är en insektsart som beskrevs av Marius Descamps 1983. Euprepacris mutilipennis ingår i släktet Euprepacris och familjen Romaleidae. Inga underarter finns listade i Catalogue of Life.